# ラマダン・ソブヒ
ラマダン・ソブヒ（Ramadan Sobhi 、1997年1月23日 - ）は、エジプト・カイロ出身のプロサッカー選手。エジプト代表。ポジションは、フォワード。

## 経歴

### ストーク
2016年7月25日、プレミアリーグのストーク・シティFCに500万ポンドで移籍。8月20日のマンチェスター・シティFC戦で移籍後初出場。

### ハダースフィールド
2018年6月12日、ハダースフィールド・タウンFCはソブヒと2021年までの3年契約を締結したことを発表した。移籍金は非公開となっている。

### 代表
2015年7月14日のアフリカネイションズカップ2017予選・タンザニア戦でA代表デビューを果たした。17歳11ヶ月18日でのデビューはアーメド・ホッサムに次ぎ2番目に若い。3月29日のアフリカネイションズカップ2017予選・ナイジェリア戦で初ゴール。アフリカネイションズカップ2017では6試合中4試合に出場した。

## 代表歴

### 出場大会
- エジプト代表
  - 2018 FIFAワールドカップ

### 試合数
- 国際Aマッチ 37試合 2得点（2015年-2022年）[7]

| エジプト代表 | 国際Aマッチ | 国際Aマッチ |
| 年           | 出場        | 得点        |
| ------------ | ----------- | ----------- |
| 2015         | 2           | 0           |
| 2016         | 8           | 1           |
| 2017         | 11          | 0           |
| 2018         | 7           | 0           |
| 2019         | 0           | 0           |
| 2020         | 2           | 0           |
| 2021         | 4           | 1           |
| 2022         | 3           | 0           |
| 通算         | 37          | 2           |

### 得点
| # | 開催日        | 会場             | 対戦国       | スコア | 結果 | 試合概要                           | ref   |
| - | ------------- | ---------------- | ------------ | ------ | ---- | ---------------------------------- | ----- |
| 1 | 2016年3月29日 | アレクサンドリア | ナイジェリア | 1–0    | 1–0  | アフリカネイションズカップ2017予選 | [ 5 ] |